# Norwich St Swithin
Norwich St Swithin var en civil parish fram till 1890 då den blev en del av Norwich, i grevskapet Norfolk, i England. Denna civil parish hade 774 invånare år 1881.